# Danthonioideae
Sous-famille
Tribu
Les Danthonioideae sont une sous-famille de plantes monocotylédones de la famille des Poaceae (Graminées). Cette sous-famille comprend une vingtaine de genres et environ 288 espèces, classés dans une seule tribu (Danthonieae), à l'exception de trois genres non classés (incertae sedis). 

## Répartition
Les Danthonioideae sont essentiellement originaires de l'hémisphère sud à l'exception du genre Danthonia qui est également indigène en Europe.

## Liste des genres
Selon Soreng et al. (2015) :
incertae sedis
- Alloeochaete
- Danthonidium
- Phaenanthoecium

tribu des Danthonieae
- Austroderia
- Capeochloa
- Chaetobromus
- Chimaerochloa
- Chionochloa
- Cortaderia (syn. – Lamprothyrsus)
- Danthonia
- Geochloa
- Merxmuellera
- Notochloe
- Pentameris (syn. – Pentaschistis, Poagrostis, Prionanthium)
- Plinthanthesis
- Pseudopentameris
- Rytidosperma (syn. – Monostachya, Notodanthonia, Pyrrhanthera)
- Schismus (syn. – Karroochloa)
- Tenaxia
- Tribolium